# Eleccions a l'Assemblea de Madrid de 2007
Les eleccions a l'Assemblea de Madrid de 2007 es van celebrar a la Comunitat de Madrid el diumenge, 27 de maig, d'acord amb el Decret de convocatòria realitzat el 2 d'abril de 2007 i publicat al Butlletí Oficial de la Comunitat de Madrid el dia 3 d'abril. Es van elegir 120 diputats per a la vuitena legislatura de l'Assemblea de Madrid.

## Resultats
Tres candidatures van obtenir representació: el Partit Popular va obtenir 1.592.162 vots (67 diputats), el Partit Socialista Obrer Espanyol 1.002.862 vots (42 diputats) i Esquerra Unida de la Comunitat de Madrid 264.782 vots (11 diputats). Els resultats complets es detallen a continuació:
| Candidatura                                      | Candidatura                                      | Vots      | %                     | Escons                |
| ------------------------------------------------ | ------------------------------------------------ | --------- | --------------------- | --------------------- |
|                                                  | Partit Popular                                   | 1.592.162 | 53,29                 | 67                    |
|                                                  | Partit Socialista Obrer Espanyol                 | 1.002.862 | 33,57                 | 42                    |
|                                                  | Esquerra Unida de la Comunitat de Madrid         | 264.782   | 8,86                  | 11                    |
| Els Verts                                        | Els Verts                                        | 33.044    | 1,11                  | 0                     |
| Partit Animalista Contra el Maltractament Animal | Partit Animalista Contra el Maltractament Animal | 6.877     | 0,23                  | 0                     |
| Alternativa Espanyola                            | Alternativa Espanyola                            | 5.039     | 0,17                  | 0                     |
| Per un Món Més Just                              | Per un Món Més Just                              | 5.024     | 0,17                  | 0                     |
| Partit Comunista dels Pobles d'Espanya           | Partit Comunista dels Pobles d'Espanya           | 4.231     | 0,14                  | 0                     |
| Democràcia Nacional                              | Democràcia Nacional                              | 3.518     | 0,12                  | 0                     |
| Falange Espanyola de las JONS                    | Falange Espanyola de las JONS                    | 3.123     | 0,10                  | 0                     |
| La Falange                                       | La Falange                                       | 2.675     | 0,09                  | 0                     |
| Unitat Ciutadana                                 | Unitat Ciutadana                                 | 2.099     | 0,07                  | 0                     |
| Madrid és Castella                               | Madrid és Castella                               | 2.074     | 0,07                  | 0                     |
| Centre Democràtic Espanyol                       | Centre Democràtic Espanyol                       | 1.816     | 0,06                  | 0                     |
| Partit Humanista                                 | Partit Humanista                                 | 1.757     | 0,06                  | 0                     |
| Primer Madrid                                    | Primer Madrid                                    | 1.667     | 0,06                  | 0                     |
| Unió per Leganés                                 | Unió per Leganés                                 | 1.422     | 0,05                  | 0                     |
| Unió Centrista Liberal                           | Unió Centrista Liberal                           | 1.335     | 0,04                  | 0                     |
| Innovació Democràtica                            | Innovació Democràtica                            | 574       | 0,02                  | 0                     |
| Partit Salvem Telemadrid                         | Partit Salvem Telemadrid                         | 0         | 0,00                  | 0                     |
| Vots en blanc                                    | Vots en blanc                                    | 51.665    | 1,73                  | n/a                   |
| Vots vàlids                                      | Vots vàlids                                      | 2.987.746 | 100,00                | 120                   |
| Vots nuls                                        | Vots nuls                                        | 13.454    | Participació: 67,31 % | Participació: 67,31 % |
| Votants                                          | Votants                                          | 3.001.200 | Participació: 67,31 % | Participació: 67,31 % |
| Electors                                         | Electors                                         | 4.458.989 | Participació: 67,31 % | Participació: 67,31 % |

## Diputats escollits
Relació de diputats proclamats electes:
|  | Nom                                   | Llista |
|  | ------------------------------------- | ------ |
|  | Esperanza Aguirre Gil de Biedma       | PP     |
|  | Rafael Simancas Simancas              | PSOE   |
|  | Jaime Ignacio González González       | PP     |
|  | Francisco José Granados Lerena        | PP     |
|  | Matilde Fernández Sanz                | PSOE   |
|  | Beatriz María Elorriaga Pisarik       | PP     |
|  | Andrés Rojo Cubero                    | PSOE   |
|  | Lucía Figar de Lacalle                | PP     |
|  | Juan José Güemes Barrios              | PP     |
|  | Inés Sabanés Nadal                    | IU-CM  |
|  | Ruth Porta Cantoni                    | PSOE   |
|  | Alfredo Prada Presa                   | PP     |
|  | Pedro Feliciano Sabando Suárez        | PSOE   |
|  | María Gador Ongil Cores               | PP     |
|  | Alberto López Viejo                   | PP     |
|  | Carmen Menéndez González-Palenzuela   | PSOE   |
|  | Engracia Hidalgo Tena                 | PP     |
|  | Antonio Germán Beteta Barreda         | PP     |
|  | Francisco Cabaco López                | PSOE   |
|  | María Paloma Adrados Gautier          | PP     |
|  | Gregorio Gordo Pradel                 | IU-CM  |
|  | María Helena Almazán Vicario          | PSOE   |
|  | María Cristina Cifuentes Cuencas      | PP     |
|  | Juan Soler Espiauba Gallo             | PP     |
|  | José Luis Pérez Ráez                  | PSOE   |
|  | Regino García-Badell Arias            | PP     |
|  | Pilar Mercedes Lezcano Pastor         | PSOE   |
|  | María Carmen Alvarez-Arenas Cisneros  | PP     |
|  | David Pérez García                    | PP     |
|  | José Manuel Franco Pardo              | PSOE   |
|  | Luis Peral Guerra                     | PP     |
|  | María Caridad García Alvarez          | IU-CM  |
|  | Rosa María Posada Chapado             | PP     |
|  | María Encarnación Moya Nieto          | PSOE   |
|  | José Ignacio Echeverría Echániz       | PP     |
|  | José Quintana Viar                    | PSOE   |
|  | María Elvira Rodríguez Herrer         | PP     |
|  | María Carmen Rodríguez Flores         | PP     |
|  | María Mercedes Díaz Masso             | PSOE   |
|  | Juan Van-Halen Acedo                  | PP     |
|  | Modesto Nolla Estrada                 | PSOE   |
|  | Ana Isabel Mariño Ortega              | PP     |
|  | Miguel Ángel Reneses González-Solares | IU-CM  |
|  | Benjamín Martín Vasco                 | PP     |
|  | Adolfo Navarro Muñoz                  | PSOE   |
|  | Luis del Olmo Flórez                  | PP     |
|  | Josefa Dolores Pardo Ortiz            | PSOE   |
|  | Paloma Martín Martín                  | PP     |
|  | Pedro Muñoz Abrines                   | PP     |
|  | José Carmelo Cepeda García            | PSOE   |
|  | Elena de Utrilla Palombi              | PP     |
|  | Pedro Núñez Morgades                  | PP     |
|  | Fausto Fernández Díaz                 | IU-CM  |
|  | María Angeles Martínez Herrando       | PSOE   |
|  | José María de Federico Corral         | PP     |
|  | Francisco Contreras Lorenzo           | PSOE   |
|  | Francisco Javier Rodríguez Rodríguez  | PP     |
|  | Isabel Gema González González         | PP     |
|  | Francisco Javier Gómez Gómez          | PSOE   |
|  | Enrique Ruiz Escudero                 | PP     |
|  | Pilar Sánchez Acera                   | PSOE   |
|  | María Luz Bajo Prieto                 | PP     |
|  | Jesús Fermosel Díaz                   | PP     |
|  | Eulalia Vaquero Gómez                 | IU-CM  |
|  | César Augusto Giner Parreño           | PSOE   |
|  | Francisco de Borja Sarasola Jáudenes  | PP     |
|  | María Pilar Liébana Montijano         | PP     |
|  | María Antonia García Fernández        | PSOE   |
|  | Sonsoles Trinidad Aboín Aboín         | PP     |
|  | Jorge Gómez Moreno                    | PSOE   |
|  | Pablo Casado Blanco                   | PP     |
|  | María Nieves Margarita García Nieto   | PP     |
|  | José Antonio Díaz Martínez            | PSOE   |
|  | Alvaro Moraga Valiente                | PP     |
|  | Antero Ruiz López                     | IU-CM  |
|  | Fátima Peinado Villegas               | PSOE   |
|  | Jacobo Ramón Beltrán Pedreira         | PP     |
|  | María Nadia Álvarez Padilla           | PP     |
|  | Enrique Echegoyen Vera                | PSOE   |
|  | Jesús Adriano Valverde Bocanegra      | PP     |
|  | Eduardo Oficialdegui Alonso de Celada | PP     |
|  | Carmen García Rojas                   | PSOE   |
|  | Jaime González Taboada                | PP     |
|  | Antonio Fernández Gordillo            | PSOE   |
|  | Carlos Clemente Aguado                | PP     |
|  | Juan Ramón Sanz Arranz                | IU-CM  |
|  | Regina María Plañiol de Lacalle       | PP     |
|  | Iván García Yustos                    | PSOE   |
|  | Pilar Busó Borus                      | PP     |
|  | Rosa María Alcalá Chacón              | PSOE   |
|  | Francisco de Borja Carabante Muntada  | PP     |
|  | Colomán Trabado Pérez                 | PP     |
|  | Joaquín García Pontes                 | PSOE   |
|  | José Gabriel Astudillo López          | PP     |
|  | Rosa Yolanda Villavicencio Mapy       | PSOE   |
|  | Marta Escudero Díaz-Tejeiro           | PP     |
|  | María de los Reyes Montiel Mesa       | IU-CM  |
|  | María Isabel Redondo Alcaide          | PP     |
|  | Alejandro Fernández Martín            | PSOE   |
|  | José Cabrera Orellana                 | PP     |
|  | Raimundo Herraiz Romero               | PP     |
|  | Oscar Blanco Hortet                   | PSOE   |
|  | María Teresa Gómez-Limón Amador       | PP     |
|  | Esperanza Rozas Piña                  | PSOE   |
|  | Ana Camins Martínez                   | PP     |
|  | Federico Jiménez de Parga Maseda      | PP     |
|  | María Josefa Amat Ruiz                | IU-CM  |
|  | Juan Antonio Ruiz Castillo            | PSOE   |
|  | Pablo Morillo Casals                  | PP     |
|  | Livia Castillo Pascual                | PSOE   |
|  | Alfonso Bosch Tejedor                 | PP     |
|  | María Isabel Barreiro Fernández       | PP     |
|  | Adolfo Piñedo Simal                   | PSOE   |
|  | María del Carmen Martín Irañeta       | PP     |
|  | José Ignacio Fernández Rubio          | PP     |
|  | Francisco Hernández Ballesteros       | PSOE   |
|  | José María Arribas del Barrio         | PP     |
|  | Fernando Camaño Gómez                 | IU-CM  |
|  | María Dolores Rodríguez Gabucio       | PSOE   |
|  | Ignacio González Velayos              | PP     |